# Vii

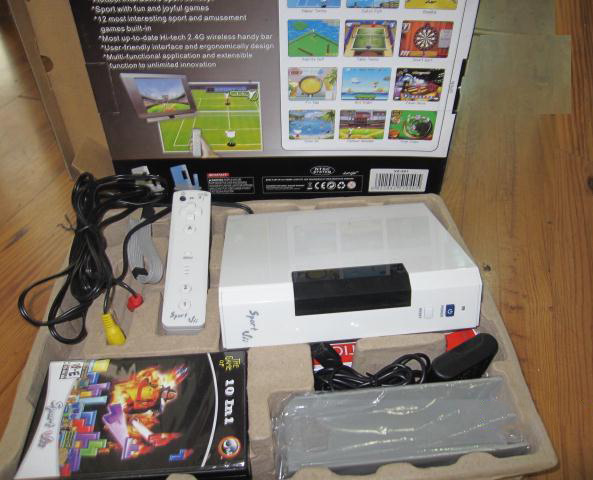
Vii kontrollerrel, játékokkal és kiegészítőkkel.

A Vii (egyszerűsített kínai: 威力棒, pinjin: Wēilì bàng, más néven: Sport Vii, vagy Fake Wii) a kínai JungleSoft cég hetedik  generációs videójáték-konzolja, amely 2007-ben jelent meg Kínában. A konzol nagyban a Nintendo Wii konzoljára hasonlít. A Vii beépített játékokkal rendelkezik, mellette pedig kazettán megjelent játékokat is támogat. A konzol megjelent egy átdolgozott kiadásban is, ami támogatja az NTSC és PAL televíziókat is.
2008-ban megjelent a japán piacon V-Sports (Vii Sports) néven. Amerikai változata a Chintendo Vii (American Version).

## Játékok
A konzol beépített játékai:
- Happy Tennis
- Prises de poissons
- Bowling
- Alacrity Golf — un mini jeu
- Tennis de Table
- Smart Dart
- Fry Egg — un clone Cooking Mama
- Bird Knight — un clone de Balloon Fight
- Fever Move — un clone de Dance Dance Revolution
- Come On
- Fantasy Baseball
- Free Craps